# Jaime Basílio Monteiro
Jaime Basílio Monteiro (* 11. April 1969 im Distrikt Namacurra, Provinz Zambézia, Portugiesisch-Ostafrika) ist ein mosambikanischer Politiker (FRELIMO), Jurist und Kommissar der Polizei. Seit dem 19. Januar 2015 ist er Innenminister im Kabinett Nyusi I.

## Biographie
Jaime Monteiro wurde am 11. April 1969 im Distrikt Namacurra in der Provinz Zambézia geboren. Er studierte an der Universidade Eduardo Mondlane in Maputo Jura.
Nach seinem Studium begann er eine Laufbahn bei der mosambikanischen Polizei (Polícia da República de Moçambique). Zuletzt war Monteiro Vize-Generalkommandant der Polizei. Im März 2014 ernannte Staatspräsident Armando Guebuza ihn zum Comissário da Polícia, dem höchsten Rang der mosambikanischen Polizei.
Nach der Wahl von Filipe Nyusi zum Staatspräsidenten Mosambiks berief dieser ihn am 19. Januar 2015 zum Minister für Inneres im Kabinett Nyusi I. Als Prioritäten für seine Amtszeit nannte Monteiro vor allem „Frieden und Stabilität“.
Nach Amtsantritt ließ Monteiro zunächst alle Direktionen und das Kommando der Polizei neu besetzen. Kurz nach seiner Amtsübernahme wurde der französisch-mosambikanische Jurist Gilles Cistac Anfang März 2015 auf offener Straße in Mosambik erschossen.